# Liste der Kulturdenkmäler in Ruppertsecken
In der Liste der Kulturdenkmäler in Ruppertsecken sind alle Kulturdenkmäler der rheinland-pfälzischen Ortsgemeinde Ruppertsecken aufgeführt. Grundlage ist die Denkmalliste des Landes Rheinland-Pfalz (Stand: 27. November 2018).

## Denkmalzonen
| Bezeichnung                    | Lage                                        | Baujahr                  | Beschreibung | Bild            |
| ------------------------------ | ------------------------------------------- | ------------------------ | --- | --------------- |
| Denkmalzone Burg Ruppertsecken | Bergstraße, oberhalb von Nr. 13 und 15 Lage | 12. oder 13. Jahrhundert | Mauerreste der Umfassungsmauer und eines runden Schalenturms der wohl im 12. oder 13. Jahrhundert gegründeten, 1470 zerstörten ovalen Anlage | Fotos hochladen |

## Einzeldenkmäler
| Bezeichnung                                 | Lage                                                | Baujahr | Beschreibung | Bild                           |
| ------------------------------------------- | --------------------------------------------------- | ------- | --- | ------------------------------ |
| Katholische Kuratiekirche Mariä Himmelfahrt | Georgenstraße 2 Lage                                | 1857    | barockisierender Saalbau, 1857; Sakristei 1932                                                                               | weitere Bilder Fotos hochladen |
| Glockenturm                                 | Turmstraße 9 Lage                                   | 1885    | Sandsteinquaderbau mit Pyramidendach, 1885 (oder 1869), Architekt eventuell Jacob Hoerner, Kirchheimbolanden                 | Fotos hochladen                |
| Friedhofskreuz                              | östlich des Ortes an der K 34 auf dem Friedhof Lage | 1890    | Friedhofskreuz, bezeichnet 1890; auf dem 1890 angelegten, um 1972 erweiterten Friedhof mit Teilen der originalen Einfriedung | BW                             |